# جورج اورتيز
جورج اورتيز (بالإسبانية: Jorge Alberto Ortiz)‏ مواليد 20 يونيو 1984 في كاستيلار، الأرجنتين، هو لاعب كرة قدم أرجنتيني يلعب لنادي لانوس كلاعب وسط. ويحمل الرقم 5 ، يبلغ من الطول 180سم ومن الوزن 70كغم.

## روابط خارجية
- جورج اورتيز على موقع قاعدة بيانات كرة القدم.إي يو (الإنجليزية)
- جورج اورتيز على موقع Soccerway.com (الإنجليزية)